# The Elder Scrolls
The Elder Scrolls (abgekürzt TES, dt.: Die Schriftrollen der Alten oder Die Schriften der Weisen) ist eine Computerspielreihe des US-amerikanischen Computerspielherstellers Bethesda Softworks. Die hauptsächlich aus Computer-Rollenspielen bestehende Serie umfasst derzeit vierzehn Titel für PC, Spielkonsolen und Mobiltelefone, die jüngste Veröffentlichung ist derzeit das im Mai 2020 veröffentlichte The Elder Scrolls: Blades für Mobiltelefone. Daneben existieren zwei Romane.

## Zusammensetzung der Reihe
Die Reihe entstand 1994 mit der Veröffentlichung von The Elder Scrolls: Arena. Zwei Jahre später folgte der direkte Nachfolger Daggerfall, bevor 1997 und 1998 mit Battlespire und Redguard zwei vom ursprünglichen Spielprinzip abweichende Titel veröffentlicht wurden. Seitdem existiert eine durchnummerierte Hauptreihe, neben denen weitere Spiele in der Spielwelt Nirn existieren.
Chronologie:
- The Elder Scrolls: Arena (April 1994)
- The Elder Scrolls II: Daggerfall (31. August 1996)
- An Elder Scrolls Legend: Battlespire (1997)
- The Elder Scrolls Adventures: Redguard (1998)
- The Elder Scrolls III: Morrowind (2002) und die Add-ons Tribunal (2002) und Bloodmoon (2003)
- The Elder Scrolls Travels: Stormhold (2003)
- The Elder Scrolls Travels: Dawnstar (2004)
- The Elder Scrolls Travels: Shadowkey (2004)
- The Elder Scrolls Travels: Oblivion (2006)
- The Elder Scrolls IV: Oblivion (24. März 2006) und die Add-ons Knights of the Nine (2006) und Shivering Isles (2007)
- The Elder Scrolls V: Skyrim (11. November 2011) und die Add-ons Dawnguard (2012), Hearthfire (2012) und Dragonborn (4. Dezember 2012[2])
- The Elder Scrolls Online (4. April 2014)
- The Elder Scrolls: Legends (9. März 2017)
- The Elder Scrolls: Blades (12. Mai 2020)
- The Elder Scrolls: Castles (21. März 2024)
- The Elder Scrolls IV: Oblivion Remastered (23. April 2025)
- The Elder Scrolls VI (TBA, Name nicht final)

## Hauptreihe

### Arena

Logo von The Elder Scrolls: Arena.

The Elder Scrolls: Arena war ursprünglich als 3D-Gladiatorenspiel geplant. Der Name Arena leitet sich zum einen daher ab. Zum anderen wird aber auch die Dimension „Mundus“, in der es spielt, als Arena bezeichnet, in der „das Böse“ aus Oblivion und „das Gute“ aus Aetherius immer wieder aufeinander treffen und wie in einer Arena gegeneinander kämpfen. Die Handlung des Spieles ist es, den kaiserlichen Kampfmagier Jagar Tharn, der den Kaiser Uriel Septim VII. hintergangen und gefangen genommen hat, zu besiegen. Mit Hilfe der Zauberin Ria Silmane und der Dunmer-Königin Barenziah gelingt es dem Spieler Jagar Tharn am Ende zu besiegen und den in der Oblivion-Ebene gefangenen Kaiser zu befreien.
Die Entwicklung des Spiels wurde beeinflusst durch die Titel Darklands, Ultima Underworld: The Stygian Abyss und Legends of Valour. Arena zeichnet sich auch durch seine riesige Spielwelt aus, die durch zufällige Generierung von Gebieten aus vorgegebenen Elementen erreicht wird. Dadurch konnte eine Spielwelt erzeugt werden, die größer als die der modernen Nachfolger Morrowind, Oblivion und Skyrim ist.
Bethesda stellte nur 9000 Stück her – und musste weitere hunderttausende Exemplare nachproduzieren. Der erste Teil genoss auch damals schon großes Ansehen bei Rollenspielern. Anlässlich des 10. Jubiläums der Reihe hat Bethesda Arena als Vollversion zum kostenlosen Download zur Verfügung gestellt.

### Daggerfall
The Elder Scrolls II: Daggerfall zeichnet sich vor allem dadurch aus, dass es eine der größten virtuellen Spielwelten darstellt. Die Fantasy-Welt, die ohne Pen&Paper-Hintergrund von Bethesda entwickelt wurde, bietet ein Areal, dessen Fläche laut eigenen Angaben doppelt so groß wie Großbritannien ist. Sie kann sowohl mit einem Pferd als später auch einem Schiff erkundet werden und in ihr sind über 15.000 Dörfer, 750.000 NPCs, 500 Bücher und Hunderte von Kleidungsstücken enthalten. Der Großteil der Spielwelt wurde von den Entwicklern jedoch nicht manuell erstellt, sondern ist zufallsgeneriert.
Durch seine Komplexität war das Spiel sehr fehlerbehaftet, weshalb es von Spielern zeitweise den Namen „Buggerfall“ erhielt.
Die Charaktergenerierung geschieht hier durch die Beantwortung von Fragen und auch die „Hintergrundgeschichte“ wird durch weitere Fragen erstellt. Im Vergleich zum Nachfolger Morrowind enthält Daggerfall eine höhere Anzahl Fähigkeiten, wie zum Beispiel Klettern oder Ausweichen.
Durch das Erledigen von Aufträgen kann die Spielfigur zum Anführer vieler Fraktionen und Gilden werden, sogar die (geringe) Chance einer Verwandlung in einen Vampir besteht. Das Spiel kann mit einer hochstufigen Spielfigur zwar, dem Handlungsfaden folgend, durchgespielt werden; das ist aber ausdrücklich nicht das Hauptanliegen des Spiels. Vielmehr werden teilweise levelbasiert zufallsgenerierte Missionen in Gilden angeboten, die sich zwar ab einem bestimmten Grad wiederholen, jedoch in dieser Form bis heute nur selten anzutreffen sind. Trotz der zufallsgenerierten Quests kann eine Nichterfüllung einer Quest unter Umständen an einem anderen Ort bei einer anderen Person Folgen haben, da diese z. B. verwandt mit jemand war, den man retten sollte. Eine derartige Handlungsfreiheit wurde in diesem Genre nie zuvor umgesetzt, weshalb das Spiel mit vielen Preisen ausgezeichnet wurde.
Technisch basiert das Spiel auf DOS und bietet 3D-Grafik und eine Wettersimulation (Schnee, Regen, Nebel). Mithilfe des CD-Cacheprogramm Smartdrive ist es unter MS-DOS möglich, ohne merkbare Ladezeit von der einen Ecke der Karte zur anderen zu gelangen.
Anlässlich des 15. Jubiläums der Reihe hat Bethesda Daggerfall als Vollversion zum kostenlosen Download zur Verfügung gestellt. Um Daggerfall für moderne Plattformen verfügbar zu machen, existieren mehrere Projekte, XL Engine als Engine-Rewrite und DaggerfallSetup als Installer mit zusätzlichen Patches und Übersetzungen für moderne Windowsversionen.

### Morrowind

Logo von The Elder Scrolls III: Morrowind.

The Elder Scrolls III: Morrowind wurde in der englischsprachigen Originalfassung im Mai 2002 für Windows und im Juni 2003 für Xbox veröffentlicht. Eine vollständig lokalisierte Version folgte am 12. September 2002. Im November 2002 und Juni 2003 erschienen die zwei Erweiterungen Tribunal und Bloodmoon.
Zu Beginn des Spieles wird der Protagonist der Handlung aus noch unbekannten Gründen aus dem Gefängnis entlassen und auf die Insel Vvardenfell gebracht. Diese Insel ist die Spielwelt des Spiels, welche in den Erweiterungen durch die Insel Solstheim und die außerhalb liegende Hauptstadt der Provinz Morrowind, Gramfeste, ergänzt wird. Er lüftet nach und nach Geheimnisse rund um das Verschwinden der Dwemer (auch Zwerge genannt), einen mysteriösen Nerevarine-Kult, der die Wiedergeburt des Helden Nerevar erwartet und erfährt, was wirklich in der ersten Ära bei der Schlacht am Roten Berg geschehen ist. Im weiteren Verlauf wird bekannt, dass die Entlassung aus dem Gefängnis nicht zufälliger Natur war, sondern vom Kaiser von Tamriel, Uriel Septim VII., (Tamriel, das Kaiserreich, zu dem auch das Land Morrowind als Provinz gehört) erwirkt wurde. Dieser ist davon überzeugt, dass die Bedrohung durch Dagoth Ur nur von dem wiedergeborenen Nerevar ausgeschaltet werden kann und der Freigelassene selbst Teil eines viel größeren Konstruktes ist.

### Oblivion

Logo von The Elder Scrolls IV: Oblivion.

The Elder Scrolls IV: Oblivion ist der vierte reguläre Teil der TES-Serie und erschien 2006. Wie in allen Teilen von Elder Scrolls spielt die Handlung auf dem Kontinent Tamriel in der Welt Nirn, in diesem Spiel in der Provinz Cyrodiil. Publisher ist das Take-2-Label 2K Games. Die Spielwelt ist wieder offen: Lineares Schritt-für-Schritt-Vorgehen ist nicht oder nur teilweise notwendig. Das Spiel gibt es für die Xbox 360, den PC und von Ubisoft für die PlayStation 3. Seit 2007 hat Oblivion eine „Game of the Year Edition“, die neben dem „Mini“-Add-on Knights of the Nine auch die größere Erweiterung Shivering Isles enthält. Im April 2025 erschien The Elder Scrolls IV: Oblivion Remastered.
Nach dem Tod des Kaisers Uriel Septim VII. erhält der Spieler den Auftrag, das Amulett der Könige dem unehelichen Sohn Martin zu geben. Bald stellt sich heraus, dass Martin damit die Tore zur Dimension Oblivion wieder verschließen muss. Die Portale zu diesem Paralleluniversum, das von den so genannten Daedra (ein Sammelbegriff für die verschiedenen dort lebenden Spezies) bewohnt wird, hatten sich nach dem Tod des Kaisers geöffnet. Die Aufgabe des Thronfolgers ist schwierig, weshalb er den Spieler um Unterstützung bittet. Die Zeit drängt, denn in ganz Cyrodiil öffnen sich Obliviontore, durch die die Daedra einfallen und Tod und Vernichtung bringen.

### Skyrim

Logo von The Elder Scrolls V: Skyrim.

The Elder Scrolls V: Skyrim ist der fünfte Teil der TES-Reihe und spielt in der namensgebenden Provinz Skyrim (in der deutschen Übersetzung „Himmelsrand“ genannt). Das Spiel wurde am 11. November 2011 veröffentlicht. Wie die vorherigen Titel der Serie wurde das Spiel von den Bethesda Game Studios entwickelt und erschien erstmals auch außerhalb der USA im Alleinvertrieb von Bethesda Softworks.
Die Handlung des Spiels setzt ca. 200 Jahre nach den Ereignissen in The Elder Scrolls: Oblivion an. So finden sich auch einige Bezüge zum Vorgängerteil wieder. Ort der Geschehnisse bildet die nördlich von Cyrodiil gelegene Provinz Himmelsrand. Der Hintergrund ist eine Weissagung der für die Serie namensgebenden „Elder Scrolls“ über die Rückkehr der Drachen. Da niemand dieser Prophezeiung Glauben schenken wollte, werden die Bewohner von Himmelsrand von der Ankunft vollkommen unvorbereitet überrascht. Gemäß der Vorhersehung gäbe es jedoch eine Person, den „Dovahkiin“, umgangssprachlich auch „Drachenblut“ genannt, der selbst den Drachen gefährlich werden könne. Der Spieler übernimmt die Rolle dieses Helden und muss im Laufe des Spiels Himmelsrand von den Drachen befreien.

### The Elder Scrolls VI
The Elder Scrolls VI wird der sechste Teil der TES-Reihe sein und wurde von Todd Howard offiziell auf der E3 2018 angekündigt. Das Spiel sei bei den Bethesda Game Studios in Entwicklung. The Elder Scrolls VI wird allerdings mit großer Wahrscheinlichkeit nicht in naher Zukunft erscheinen, da Bethesda sich zuerst auf ihr neues Franchise Starfield konzentrieren wird.

## Weitere Titel

### Battlespire

An Elder Scrolls Legend: Battlespire Logo

An Elder Scrolls Legend: Battlespire, erschienen am 30. November 1997, war ursprünglich als Add-on zu Daggerfall geplant, wurde dann jedoch als eigenständiges Action-Rollenspiel konzipiert. Es hatte zahlreiche Bugs, weswegen es sich nur schlecht verkaufte und nicht an die Erfolge der beiden Vorgänger anknüpfen konnte.

#### Handlung
Die Kommunikation mit der Trainingsakademie Battlespire, in der kaiserliche Kampfmagier ausgebildet werden, ist abgebrochen. Sie befindet sich an der Grenze zwischen der „normalen“ menschlichen Dimension und Oblivion, der Dimension der Daedra. Ein Agent des Kaiserreichs wurde zur Akademie geschickt, der sich jedoch nicht mehr zurückmeldete. Daher wurde ein unbekannter Held ausgesandt, um herauszufinden, was auf Battlespire vor sich geht und wo der Agent geblieben ist.
Battlespire ist der bisher einzige The-Elder-Scrolls-Teil, welcher sowohl solo als auch im Mehrspielermodus gespielt werden kann. Es ist möglich, einen Krieg zwischen verschiedenen Spielern zu führen.

### Redguard

The Elder Scrolls Adventures: Redguard Logo

The Elder Scrolls Adventures: Redguard, erschienen am 31. Oktober 1998, ist ein Action-Adventure mit starken Rollenspielelementen. Wie Daggerfall und Battlespire verwendet es die Spiel-Engine XnGine, die für Redguard erstmals um eine Unterstützung für 3dfx-Grafikbeschleunigerkarten erweitert wurde.

#### Handlung
Rothwardon Cyrus erfährt durch einen Brief, dass seine Schwester Iszara vermisst wird. Kurzerhand macht er sich auf nach Stros M’Kai, dem letzten bekannten Aufenthaltsort von Iszara, um mehr über das Verschwinden seiner Schwester zu erfahren.
Zwar findet Cyrus seine Schwester Iszara recht bald, wird aber auf der Suche nach ihr in eine Rebellion gegen die kaiserlichen Truppen auf der Insel Stros M’Kai verstrickt und sieht sich gezwungen, gemeinsam mit seiner Schwester den Kampf gegen die kaiserliche Flotte und die kaiserliche Legion aufzunehmen.

#### Spielprinzip
Das Spielsystem von Redguard unterscheidet sich stark von den anderen The-Elder-Scrolls-Teilen, da es sich hier nicht um ein Rollenspiel, sondern um ein Action-Adventure handelt.
Es ist das einzige Spiel der Serie, bei dem der Spieler keinen eigenen Charakter erstellen kann, sondern einen vorgefertigten Charakter erhält. Dadurch hat der Held allerdings eine eigene durchdachte Persönlichkeit.

### The Elder Scrolls Online

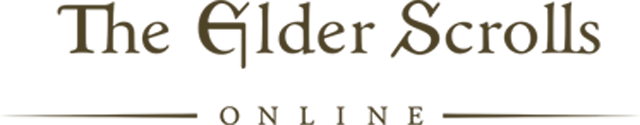
Logo von The Elder Scrolls Online.

Am 4. April 2014 veröffentlichte Bethesda Softworks mit The Elder Scrolls Online erstmals ein Massively Multiplayer Online Role-Playing Game (MMORPG) auf dem Kontinent Tamriel. Das Spiel wurde von den für dieses Projekt gegründeten ZeniMax Online Studios unter der Leitung von Matt Firor (Dark Age of Camelot) entwickelt. Anders als die Hauptreihe spielt es im vorangegangenen zweiten Zeitalter. Der Daedra-Fürst Molag Bal versucht die Herrschaft über den Kontinent zu erlangen, es ist die Aufgabe der Spieler dies zu verhindern. Dafür schließen sie sich in drei Fraktionen zusammen, dem Aldmeri-Dominion von Hochelfen, Waldelfen und Khajiit, dem Dolchsturz-Bündnis von Bretonen, Rothwardonen und Orks oder dem Ebenherz-Pakt der Nord, Dunkelelfen und Argonier.

## The Elder Scrolls Travels
Wie der Name „Travels“ (engl. für „Reisen“) andeutet, wurden diese Spiele für Mobiltelefone und transportable Konsolen wie das Nokia N-Gage entwickelt. Folgende Spiele sind unter der Travel-Reihe erschienen:
1. The Elder Scrolls Travels: Dawnstar[13]
2. The Elder Scrolls Travels: Stormhold[13]
3. The Elder Scrolls Travels: Shadowkey
4. The Elder Scrolls Travels: Oblivion

## Construction Sets

### TES III Construction Set
Zusammen mit Morrowind wird das TES Construction Set (kurz CS) geliefert. Es ist ein Werkzeug, mit dem der Anwender dem Spiel umfangreiche Erweiterungen hinzufügen kann. Von kleinen Änderungen, wie einem selbst erstellten Haus oder neuen Aufgaben bis hin zu komplett neuen Städten oder sogar einer komplett eigenständigen Spielwelt, ist mit dem Editor alles möglich. Aus diesem Grund existieren im Internet bereits sehr viele Fanprojekte, mit Ausmaßen, die in einigen Fällen dem Umfang des Hauptspiels nahekommen oder diesen sogar übertreffen. Außerdem ist es möglich, eine vollkommen neue Welt zu konstruieren, die unabhängig von dem eigentlichen Spiel läuft. Beispiele dafür sind Myar Aranath und Arktwend für die deutsche Version von Morrowind.

### TES IV Construction Set
Das The Elder Scrolls IV Construction Set ist der erneuerte und überarbeitete Editor zum Spiel Oblivion. Das Programm wird, anders als beim Vorgänger Morrowind, nicht mit dem Spiel ausgeliefert, sondern ist auf der Homepage der Entwickler als kostenloser Download erhältlich, allerdings in einer ausschließlich englischsprachigen Fassung.
Für sogenannte „Modder“ (Fans, die Zusätze zum Spiel erstellen) ist der Editor ein unverzichtbares Werkzeug. Mit diesem Programm können sogenannte Plug-ins (PIs) oder Modifikationen (Mods) zu Oblivion hergestellt werden, bzw. Übersetzungen des Spiels oder bereits vorhandener Plug-ins in eine andere Sprache bewerkstelligt werden. Die Änderungen werden in einer  *.esp-Datei gespeichert, die zusätzlich zur Oblivion.esm (Masterdatei) in das Spiel geladen werden kann. Das Programm ist sehr mächtig und bietet auf den ersten Blick eine verwirrende Vielzahl von Möglichkeiten. Die Beliebtheit des Rollenspiels sowie die freie Download-Möglichkeit des Editors haben dazu geführt, dass bereits tausende unterschiedlichster Modifikationen für das Spiel frei erhältlich sind.
Auch für die vielfach kritisierte deutsche Übersetzung von The Elder Scrolls IV – Oblivion wurden mit dem Construction Set IV von verschiedenen Autoren Plug-Ins erstellt, die Übersetzungsfehler und andere Fehler im Spiel beheben.
Das CS IV wurde ohne integrierte Hilfe zur Verfügung gestellt. Als Ersatz findet sich im Netz jedoch das Construction Set Wiki in englischer Sprache und deutscher Übersetzung. Die CS Wikis sind zwar umfangreich, für Einsteiger in das Modden allerdings zu unübersichtlich. Daher gibt es bereits verschiedene Tutorials in deutscher und englischer Sprache, die den Einstieg in unterschiedliche Aspekte des Moddens erleichtern. Diese sind zum Teil in die Wikis integriert, hauptsächlich jedoch auf Fanseiten erhältlich.

### TES V Creation Kit
Für The Elder Scrolls V: Skyrim hat Bethesda ein neues „Construction Set“ entwickelt, genannt Creation Kit. Es stellt das moderne Gegenstück zum Elder Scrolls Construction Set dar, da für TES V eine neue, eigens entwickelte „Creation Engine“ verwendet wird.

## Romane
Im The-Elder-Scrolls-Universum sind zwei lizenzierte Romane angesiedelt: Die Höllenstadt und Der Seelenlord. Beide wurden von Greg Keyes verfasst und jeweils 2010 und 2012 im Panini Verlag veröffentlicht. Beide Romane erzählen eine fortlaufende Geschichte.

### Handlung
Die Handlung der Romane setzt rund 40 Jahre nach dem Ende von The Elder Scrolls IV: Oblivion an. Das Kaiserreich wird von einer neuen Gefahr bedroht: Eine fliegende Insel namens Umbriel ist im Süden des Kontinents Tamriel aufgetaucht. Über die Landstriche, über die sie hinweg zieht, erwachen die Toten wieder zum Leben und suchen die Einheimischen heim. Durch eine Verkettung von Umständen landen die Bretonin Annaig und ihr argonischer Freund Mere-Glim auf der Insel. Mit einem magischen Vogel ersucht sie den eingebildeten Sohn des Kaisers, Attrebus, um Hilfe. Während die Zeit voranschreitet, offenbart sich immer mehr Personen die wahre Natur der Insel und die Motive der Wesen, die auf ihr wohnen.